# Perfect Symfonicznie
Perfect Symfonicznie – dziesiąta kompilacja zespołu Perfect wydana 12 listopada 2002 nakładem wytwórni Polskie Radio. Płyta zawiera nowe aranżacje dotychczasowych utworów Perfectu (wykonane wraz z Polską Orkiestrą Radiową), w tym jeden nowy utwór – „Kto dziś przygarnie mnie”, który pojawił się na wydanym w 2004 albumie Schody. Autorami aranżacji są Wojciech Karolak, Adam Sztaba, Jan Kanty Pawluśkiewicz, Grzegorz Piotrowski, Wojciech Zieliński, Piotr Siejka i Paweł Betley.
Płyta została przyjęta na polskim rynku niejednoznacznie. Podczas gdy Łukasz Wewiór z gazety Teraz Rock napisał, że „wszystkie aranże, przygotowane przez markowe grono, są bardzo rozsądne”, krytyk Robert Leszczyński podważył wiarygodność i oryginalność formacji, a także zarzucił jej komercyjność.
Perfect Symfonicznie uplasował się na 16. miejscu listy przebojów OLiS.
Album był nominowany do nagrody Fryderyka w kategorii album roku – rock.
20 października 2007 ukazała się reedycja albumu – Perfect Symfonicznie – Platinum, zawierająca niezmienione aranżacje utworów. Na albumie ukazał się wcześniej niepublikowany utwór – „Póki mam jeden sen”.
19 października 2009 wydane zostało DVD z zapisem koncertu we wrocławskiej Hali Stulecia z 26 kwietnia tego samego roku przy współudziale Orkiestry Filharmonii Wrocławskiej im. Witolda Lutosławskiego. W dniu wydania albumu uzyskał on status złotej płyty.

## Kontekst
W 2000 miał odbyć się zapowiadany już w 1987 koncert Perfectu, na który bilety sprzedawane były w warszawskim Klubie Stodoła. Występ nie odbył się z powodu problemów rodzinnych członków grupy, a także ze względu na duże zmiany w składzie grupy od 2000 (Markowski powiedział w jednym z wywiadów, że dochód z biletów został przeznaczony na fundację wspierającą początkujących muzyków, a także, że próbował skontaktować się z Hołdysem w sprawie koncertu, ten jednak nie chciał z nim rozmawiać). Przez cały 2000 rok zespół pozostawał w konflikcie ze Zbigniewem Hołdysem – próby organizacji wspólnego koncertu zakończyły się niepowodzeniem.

Dzwoniłem do Zbyszka (...), zaproponowałem spotkanie. Grał 19 grudnia w Stodole i myśmy chcieli również 19 grudnia zagrać w Stodole, ale on się nie zgodził. Nie chciał się ani spotkać, ani rozmawiać. Ja chciałem przyjąć na twarz pójście do niego do sklepu, podanie gabla i rozmowę, że jest to nasze wspólne zobowiązanie i powinniśmy to zrobić. On się rzeczywiście mętnie tłumaczy, że dwóch członków faktycznie odeszło (...) Chciałem doprowadzić rzecz do samego końca. Mieliśmy pomysł, żeby zrobić to na Bemowie albo Służewcu, latem, przy pomocy bardzo dużych pieniędzy, ale sponsor się wycofał po trzymiesięcznych rozmowach. Po tym wszystkim chcieliśmy zagrać w dowolnej formule, jaką zaproponowałby Zbyszek, i on po prostu się nie zgodził. Widzę w tym trochę jego złośliwości. Chcieliśmy ten koncert zagrać trochę wcześniej, 13 grudnia, w rocznicę Stanu Wojennego. Natomiast szef klubu powiedział tak: na 19-go już zabukował sobie Zbyszek Hołdys Stodołę, w związku z czym uzgodnijcie z nim, czy ma ochotę, abyście zagrali przed nim tydzień wcześniej. Zbyszek też się na to nie zgodził.

1 stycznia 2001 Perfect wydał Live 2001, zawierający archiwalny zapis trzech koncertów zagranych przez zespół późną jesienią 1999. Realizatorem był Adrian Drabiński. Album wykorzystał niekonwencjonalną strukturę – oprócz nagranych na żywo utworów na płycie umieszczono kilkudziesięciosekundowe, nieocenzurowane monologi Grzegorza Markowskiego. Album jako pierwszy w historii polskiej muzyki został wydany w standardzie Dolby Sorround Pro-Logic. Live 2001 okazał się niewielkim sukcesem komercyjnym i nie był notowany na jakichkolwiek listach przebojów w Polsce – Urbanek tłumaczył sytuację następująco: „Wiadomo, czego ludzie chcą. Zwłaszcza niektórzy. Ludzie chcą tych starych rzeczy i to chyba z tego wynikło”. W związku ze słabą sprzedażą albumu Markowski powiedział w jednym z wywiadów, że ma zamiar być aktywnym muzykiem zaledwie przez następne 5 lat.
Pierwszy z pomysłem nagrania albumu wraz z orkiestrą symfoniczną wystąpił pod koniec 2000 menedżer zespołu, Adam Galas. Propozycja została przedstawiona kilku polskim firmom fonograficznym (m.in. Universal Music Polska), wizja została jednak odrzucona. W 2003 Markowski próbował w jednym z wywiadów powodów zaistniałej sytuacji szukać w swojej autentyczności i braku zamiłowania do cyfrowego korygowania dźwięku: „Wiem, że świat się zmienił, że muzyka też się zmieniła, i wiem, że z moim zamiłowaniem do autentyczności jestem archaiczny (...)”. W marcu 2001 dyrektor Biura Reklamy i Fonografii Polskiego Radia skontaktował się z Galasem z propozycją nagrania interpretacji utworów Perfectu przy akompaniamencie Polskiej Orkiestry Radiowej. Galas zdradził później: „Byłem zdziwiony. Z wcześniejszych propozycji, kiedy to my wychodziliśmy z inicjatywą, nic nie wyszło. A tu proszę... I zgodziliśmy się”.

## Nagrywanie i produkcja
Tę płytę z Perfectem robiłem bardziej z powodów zawodowych niż sentymentalnych. Ale mam swojego faworyta: numer „Niepokonani”, absolutnie oryginalny. Prywatnie przyjaźnię się z Perfectem od wielu lat..., ale nie jestem ich fanem. Zapoznając się z utworami wybranymi na płytę, stwierdziłem, że wielu z nich po prostu nie znałem wcześniej... Perfect bardziej interesuje mnie w kategoriach profesjonalizmu, bardzo szanuję ich pracę i to, że potrafią być na topie od tylu lat.

Zespół rozpoczął nagrania na początku czerwca 2001. Nagrań dokonano w Studiu Koncertowym Polskiego Radia im. Witolda Lutosławskiego (ul. Z. Modzelewskiego 59 w Warszawie – dzisiaj ul. J. Kaczmarskiego 59) oraz w Studiu Koncertowym im. Agnieszki Osieckiej (ul. Myśliwiecka 3/5/7). Cały materiał został zarejestrowany w ciągu dwóch sesji nagraniowych, głównym realizatorem był Wiesław Pieregorólka. Pierwszą nagraną piosenką, już pierwszego dnia, była „Niewiele Ci mogę dać”; Kozakiewicz powiedział: „Niby piosenka którą znam, a jednak brzmi w takiej wersji jak coś nowego. To tak jak ubrać kobietę. Można ją ubrać w różne stroje i za każdym razem wygląda zupełnie inaczej. Podobnie jest z piosenką.”. Markowski ponadto zdradził, że jest to jego ulubiony utwór z albumu.
W pierwszej kolejności nagrano partie instrumentalne zespołu, następnie skompilowano materiał z podkładem Orkiestry Symfonicznej, po czym podłożono partie wokalne Markowskiego. W ostatniej kolejności nagrano partie solowe – perkusyjne Szkudelskiego i gitarowe Kozakiewicza. Do wykonania aranżacji zatrudniono kilku specjalistów, m.in. Adama Sztabę, Wojciecha Zielińskiego i Grzegorza Piotrowskiego; Markowski w tej różnorodności dopatrywał się pochodzenia unikatowości i oryginalności nagrania: „Gdyby te aranże zostały napisane przez jednego człowieka, to może nasza płyta byłaby trochę nudna. Podejrzewam, że nie byłoby takiego spektaklu muzycznego, który ma swoją dramaturgię i różne napięcia”.

Nagranie w studio nie było problemem, bo zarejestrowaliśmy po prostu swoje podkłady. Później natomiast każdy z aranżerów dopisywał aranżacje. To można było opanować, ale potem padła propozycja, by zagrać serię koncertów i to już było ogromne wyzwanie.

Jedyny utwór w pełni instrumentalny, „In an integration and an adoration”, został skomponowany przez Wojciecha Zielińskiego podczas pierwszej sesji nagraniowej. Wewiór napisał o utworze, że „przypomina dźwiękową ilustrację... sceny batalistycznej”. „Niepokonani”, utwór, któremu orkiestra zdaniem Kozakiewicza „daje dodatkowych kolorów”, został nagrany jako ostatni. Z kolei „Chcemy być sobą”, piosenka promująca album, została przez wielu krytyków oceniona jako najgorsza z całego sprezentowanego materiału.

To są niesłychane problemy techniczne. Jak to dobrze nagłośnić? Orkiestra to jest kilkadziesiąt osób i dość ciche instrumenty akustyczne. Każdy musi mieć mikrofon, który musi odpowiednio przenosić dźwięk. Nie może być żadnych zgrzytów...

30 października 2001 Perfect zagrał wraz z Polską Orkiestrą Radiową koncert w warszawskiej Hali Torwar, gdzie zaprezentował pierwsze wersje aranżacji utworów. W lutym 2002 Perfect był gościem czatu internetowego organizowanego przez serwis internetowy Onet.pl i magazyn Tylko Rock. Markowski zdradził plany wydania albumu oraz potwierdził swoją obecność na debiutanckim solowym albumie swojej córki, Będę silna. W międzyczasie Perfect upublicznił pierwszy zwiastun albumu Schody ponad nazwą 1055, co spowodowane było chwilowym przejęciem patronatu nad albumem przez spółkę Netia. Grupa nagrała również utwór zatytułowany „K2”, poświęcony ekipie Polskiej Wyprawy Zimowej Netia K2, która w sezonie 2002/2003 próbowała wejść na niezdobyty zimą szczyt K2.

## Wydanie i promocja. Następstwa
| Data wydania      | Wytwórnia              | Format | Numer katalogowy |
| ----------------- | ---------------------- | ------ | ---------------- |
| 12 listopada 2002 | Polskie Radio          | CD     | PRCD 266         |
| 2002              | Polskie Radio          | MC     |                  |
| 2002              | Universal Music Polska | CD     | 4811290          |

Perfect Symfonicznie został wydany 12 listopada 2002. Powodem zwlekania z wydaniem płyty (pierwotną datę emisji wyznaczono na wiosnę 2002) były trudności z pozyskaniem sponsora. Markowski powiedział: „Problem był taki, żeby znaleźć sponsora. Nawet Polskie Radio starało się znaleźć te pieniądze, ale... wiadomo jak u nas jest. Jest kiepsko. A ze dwa czy trzy zespoły ostatnio mówiły o projekcie płyty symfonicznej, postanowiliśmy je ubiec i wydać bez sponsora... (...) W końcu, chociaż płyta jest niewesoła, sponsor się znalazł – Netia...”.
Album na terenie Polski został wydany wraz z kolorową poligrafią, w której znajduje się dokładny spis utworów (wraz z autorami słów i muzyki), wizerunki członków zespołu, biografie aranżerów, a także streszczona historia Perfectu i Polskiej Orkiestry Radiowej. Album był dystrybuowany na terenie Europy za pośrednictwem Universal Music Group. Szatę graficzną albumu opracowali Elżbieta Banecka (odręczne ilustracje) i Krzysztof Konopelski (design), zaś autorami zdjęć muzyków i aranżerów są: Banecka, Jan Bebel, Piotr Grześczyk, Szymon Kobusiński, Katarzyna Pysiak i Joanna Siedlar.
Na początku 2003 Perfect Symfonicznie został nominowany do Fryderyka w kategorii Album Roku – Rock. Nominacja Perfectu, a także kilku mało znanych na polskiej scenie lub „przebrzmiałych” zespołów spowodowała, że serwis Nuta.pl nazwał galę „zjawiskiem wręcz szkodliwym społecznie”. W notowaniu Szczecińskiej Listy Przebojów z 18 stycznia 2003 aranżacja symfoniczna utworu „Chcemy być sobą” zajęła 42. miejsce.
Tuż po wydaniu albumu grupa wyruszyła w krótką trasę koncertową, dając występ m.in. w Sali Kongresowej i Poznaniu. Zespół zagrał w czerwcu 2003 charytatywny koncert przed Miejskim Domem Kultury w Mińsku Mazowieckim. 13 października zespół zagrał koncert na dachu jednego z budynków w pobliżu ronda Romana Dmowskiego w Warszawie (inspirację zespół zaczerpnął z podobnego happeningu autorstwa The Beatles z 1969); po zagraniu kilku utworów zespół został z dachu spędzony przez policjantów i wylegitymowany, zaś Markowski został zatrzymany i zwolniony z komisariatu po godzinnym przesłuchaniu.

## Przyjęcie przez krytykę
Szerszą recenzję Perfect Symfonicznie zamieścił w 2003 Teraz Rock. Łukasz Wewiór napisał:

Myślę, że nie jest rzeczą konieczną powtarzanie któryś już raz z rzędu, ze Grzegorz Markowski jest jak wino (im starszy, tym lepszy z niego wokalista), że Dariusz Kozakiewicz jest gitarzystą wyśmienitym i znów to udowadnia. Zaryzykuję dziwaczne stwierdzenie. Jakie były inwencje muzyków nie jestem pewien, ale się udało!

Pochlebne recenzje albumowi wystawił Marcin Cichoński, ekspert serwisu cgm.pl, który podkreślił płynność przechodzenia z partii rockowych w miłe dla ucha brzmienia symfoniczne. Krytyk stwierdził, że „im wolniej tym lepiej” i jako najlepsze utwory wytypował „Gdy mówię jestem”, „Niewiele Ci mogę dać” i „Idź precz”.
Zespół, jak i album, został skrytykowany przez Roberta Leszczyńskiego. Krytyk zarzucił zespołowi komercyjność i skłonność do sprzedawania tego samego towaru kolejny raz, a także lenistwo w nagrywaniu albumów („Zespół zamiast skomponować nową płytę (Perfect milczy od trzech lat), nagrywa te same, dobrze znane piosenki”). Leszczyński negatywnie ocenił również kompozycję albumu – zwrócił uwagę na brak możliwości „rozwinięcia skrzydeł” aranżerów podejrzewając, że byliby oni w stanie zmienić oblicze albumu – „każdy z nich [aranżerów] mógł tylko dodać kilka instrumentów do gotowej, rockowej aranżacji. Nie ma wątpliwości, że tacy twórcy jak Jan Kanty Pawluśkiewicz potrafiliby «wywrócić aranżację na lewą stronę», uwolnić utwór od rockowej surowości, wydobyć jego piękno i klimat innymi środkami. Niestety, nie mógł wiele, bo podstawowym zamysłem płyty było «nie zmieniać»”. Dziennikarz stwierdził również brak oryginalności nagrania: „Z nagrania piosenek z udziałem orkiestry powinna wynikać jakaś artystyczna jakość, a nie prosta suma dźwięku zespołu i orkiestry”.

## Perfect Symfonicznie – Platinum
Perfect Symfonicznie – Platinum jest dwunastą kompilacją zespołu Perfect wydaną 20 listopada 2007 w Polsce za pośrednictwem wytwórni Polskie Radio. Album jest oficjalną reedycją albumu Perfect Symfonicznie, został wydany z okazji dużego sukcesu sprzedażowego Perfect Symfonicznie. Płyta zawiera niezmienione aranżacje dotychczasowych utworów Perfectu (wykonane wraz z Polską Orkiestrą Radiową), w tym jeden nowy utwór – „Póki mam jeden sen”. Album został wydany w ograniczonym nakładzie.
Zachowane zostały projekty utworów aranżerów z albumu Perfect Symfonicznie. Jak donosi oficjalna strona Polskiego Radia utwory pozostały niezmienione, jednak „uzyskały nowe brzmienie i nową ekspresję”. Utwór „Póki mam jeden sen” został wydany w wersji oryginalnie nagranej przez Perfect.

### Kontekst
Pod koniec lutego 2007 Perfect wystąpił na festiwalu Rock Arena w Gorzowie Wielkopolskim obok takich muzyków jak Marek Piekarczyk i Robert Brylewski. Gazeta Głos Wielkopolski skomentowała występ: „Idealnie czysty dźwięk, świetne wykonanie i sporo wzruszeń, gdy ze sceny popłynęły „Autobiografia”, „Ale wkoło jest wesoło” czy „Chcemy być sobą”. Jesteśmy silni waszą siłą – żegnał się około 1 w nocy Grzegorz Markowski i ze sceny rzeczywiście zszedł niepokonany”.
4 marca 2007 zmarł Tadeusz Nalepa, długoletni członek zespołu Breakout, którego członkiem był m.in. Dariusz Kozakiewicz. Muzyk powiedział o Nalepie: „Był moim przyjacielem (..) i idolem”.
W środku marca grupa wystąpiła w Londynie – Markowski powiedział: „Cieszę się na spotkanie z Londynem, bo to piękne miasto. (...) Londyn jest jednym z najbardziej zadbanych miast na świecie – może obok Wiednia czy Pragi”.
11 kwietnia Perfect wystąpił wraz z Patrycją Markowską w warszawskim Klubie Stodoła, zapis koncertu został umieszczony na premierowym DVD Perfectu, Z wtorku na środę.
W połowie czerwca Perfect wziął udział w festiwalu piosenek Seweryna Krajewskiego – Markowski zaśpiewał utwór „Nie zadzieraj nosa”.
Na początku lipca na łamach Polskiego Radia Markowski oficjalnie zapowiedział pojawienie się na rynku reedycji Perfect Symfonicznie, a także zasygnalizował możliwość pojawienia się nigdy wcześniej niepublikowanego utworu.

### Wydanie
Album został wydany 20 października 2007 jedynie na terenie Polski. Płyta została wydana w ograniczonym nakładzie oraz była promowana niemal jedynie przez Polskie Radio. Płyta została wydana wraz z kolorową poligrafią, identyczną do tej dołączonej do Perfect Symfonicznie. Tuż po wydaniu nagrania Perfect zagrał serię koncertów w całej Polsce wraz z Polską Orkiestrą Radiową – zespół wystąpił m.in. dwukrotnie w warszawskiej Sali Kongresowej – 10 października i 20 grudnia.

Byłem bardzo uradowany tą pełną Salą Kongresową, bo nie jest łatwo w Warszawie dzisiaj zapełnić Salę Kongresową, która mieści 3500 miejsc. Tych koncertów darmowych sponsorowanych jest tak dużo, że ludzie nie mają ochoty na kupowanie biletów. I bałem się – jeszcze w południe wiedziałem, że coś ponad 2000 biletów sprzedanych; no to do pełnej sali było jeszcze ok. półtora tysiąca. I jak zagrali muzycy Polskiego Radia tę introdukcję rozpoczynającą koncert (i płytę), wystawiłem głowę zza kulis, spojrzałem i zobaczyłem, ze jest pełno, to byłem po prostu szczęśliwy i bardzo spełniony.

Album zawiera niezmienione wersje utworów, które ukazały się na Perfect Symfonicznie, dodatkowo umieszczony został utwór „Póki mam jeden sen”, nagrany specjalnie na potrzeby płyty; Markowski zdradził w jednym z wywiadów, że okres trenowania piosenki wyniósł jednorazowo ponad trzy godziny. Piosenka była nadawana w październiku 2007 przez Polskie Radio. Pomimo wydania płyty jedynie w Polsce, zespół zagrał kilka koncertów w Stanach Zjednoczonych – Los Angeles i Nowym Jorku. Zapytany o pomysł wydania reedycji płyty symfonicznej Markowski powiedział:

To jest duże przedsięwzięcie. To się w sumie trochę rozbija o pieniądze – wiem, że np. parę zespołów miało taki pomysł. Myśmy nagrywali i wydawali ten album przy współudziale i współprodukcji Polskiego Radia, w związku z czym na początku logistycznie i finansowo; gdybyśmy taki plan wykonali, no to idzie to w kilkaset tysięcy złotych na starcie. Trzeba zebrać aranżerów, trzeba zebrać orkiestrę, studio, potem to zgrać... No i znak zapytania – czy to się sprzeda? Dzisiaj niestety rynkiem rządzą pieniądze. W naszym wypadku – a zaprosiliśmy do współpracy świetnych aranżerów – bo Jan Kanty Pawluśkiewicz, Wojtek Zieliński, Wojtek Karolak, Adaś Sztaba – i wykonali te dzieła tak fantastycznie, że nie było konieczne robienie dużej promocji w radiu. Ukazała się płyta na rynku, puszczono fragmenty różnych utworów, taką reklamóweczkę tej płyty (i Perfect Symfonicznie sprzedała się w przeciągu tych pięciu lat sprzedała prawie 50 tysięcy).

W wywiadach Markowski zwracał uwagę na potrzebę idealnego współgrania orkiestry z zespołem, podczas gdy na koncertach możliwe są wyjścia z rytmu, pomyłka w grze, czy przedłużenie akordu. Wokalista stwierdził, że utwory zyskały na oryginalności poprzez połączenie dotychczasowego brzmienia z orkiestrą – „Niektóre utwory zyskały bardzo dużo. Niektóre mniej..., ale ja myślę, że zyskały wszystkie”.

### Następstwa
Nieco ponad dwa tygodnie przed wydaniem Perfect Symfonicznie – Platinum ukazała się na rynku promocyjna kompilacja zespołu, Perfect – Trójka Live – nagranie zostało dołączone do jednego z wydań dziennika Rzeczpospolita. Album zawiera zapis koncertu z okazji Dnia Dziecka zagrany przez Perfect w Warszawie 1 czerwca 2001. Nagranie zawiera dwie zapowiedzi Marka Niedźwieckiego – wielokrotnie przedrukowywana do gazet była zapowiedź otwierająca album – „Kiedy Perfect występuje w Trójce, zawsze jest święto!”. 19 listopada 2007 nagranie koncertu Z wtorku na środę zdobyło w Polsce certyfikat złotej płyty DVD. Tuż po wydaniu płyty zespół zawiesił swoją działalność na kilka tygodni, co było związane z ciążą i porodem córki Markowskiego, Patrycji Markowskiej. Od końca grudnia 2007 grupa zagrała kilka koncertów wraz z Polską Orkiestrą Radiową (w tym w Sali Kongresowej i Gdańsku). Jesienią 2007 opinii publicznej została przekazana informacja, że wydana w Internecie płyta Schody sprzedała się w nakładzie 15 tys. egzemplarzy. W 2008 zespół w ramach trasy koncertowej promującej album zagrał kilka występów w całej Polsce, m.in. w Filharmonii Narodowej, Filharmonii Bałtyckiej i Operze Nova.

## DVD
Zespół 19 października 2009 wydał koncertową wersję albumu z zapisem koncertu formacji 26 kwietnia 2009 we wrocławskiej Hali Stulecia w trzech wariantach – DVD, 2CD oraz DVD+2CD. Album został nagrany z udziałem Orkiestry Filharmonii Wrocławskiej im. Witolda Lutosławskiego (dyrygował Wojciech Zieliński). Koordynatorem projektu była Emilia Siepkowska, zaś reżyserem koncertu Grzegorz Kupiec. Autorem zdjęć muzyków dołączonych do wydanej w kolorze poligrafii albumu jest Marta Tłuszcz, autorka zdjęć m.in. do wkładki do albumu formacji Vader, ...And Blood Was Shed in Warsaw. Do albumu w obu formatach poza poligrafią dołączono: wywiad z Grzegorzem Markowskim (przeprowadzony przez Dariusza Świtałę z magazynu Metal Hammer), biografię i dyskografię grupy, galerię zdjęć, tapety na pulpit, linki www z licencjonowanymi materiałami nt. formacji.
| Data wydania         | Wytwórnia              | Format     | Numer katalogowy |
| -------------------- | ---------------------- | ---------- | ---------------- |
| 19 października 2009 | Metal Mind Productions | DVD        | MMP DVD 0192     |
| 19 października 2009 | Metal Mind Productions | 2 CD + DVD | MMP DVD 0193     |
| 19 października 2009 | Metal Mind Productions | 2 CD       | MMP CD 0673 DGD  |

Pierwotnie datę wydania albumu zaanonsowano na 19 października, zespół zapowiedział jednak, że album będzie można nabyć dwa dni wcześniej podczas koncertu grupy w Sali Kongresowej. Ostatecznie album został wydany oficjalnie za pośrednictwem Metal Mind Productions 17 października, premierowo podczas koncertu zespołu. W dniu wydania album zdobył status złotej płyty (Perfect odebrał nagrodę podczas występu). Koncert poprowadził Marek Niedźwiecki, uznawany za pomysłodawcę przedsięwzięcia. O koncercie w Warszawie Michał Bigoraj z magazynu Teraz Rock napisał:

Publiczność, wypełniająca po brzegi Salę Kongresową, usłyszała (...) utwory, jak: „Idź precz”, „Ale wkoło jest wesoło”, „Chcemy być sobą”, „Kołysanka dla nieznajomej”, „Niewiele ci mogę dać” czy „Niepokonani”. Słuchając tych wolniejszych, spokojniejszych utworów, można było najlepiej dostrzec zmienioną aranżację i udział orkiestry. Na pierwszym planie instrumenty smyczkowe, często używane przez zespoły w graniu rockowym. Wykonane podczas koncertu utwory powinny być bardziej rozbudowane i dłuższe od swoich pierwowzorów. Więcej powinno być także samych partii instrumentalnych. (...) Szlagiery grupy (...) brzmiały niezwykle dostojnie.

Album uplasował się na 16. miejscu listy OLiS, przebywał na niej trzy tygodnie. Wydawnictwo znalazło się na 67. miejscu najlepiej sprzedających się albumów w Polsce w grudniu 2009. Nagrania uzyskały certyfikat złotej płyty DVD.
Docelowo zapowiedziano trasę koncertową po całej Polsce składającą się z dziesięciu koncertów, w tym jubileuszowy występ w katowickim Spodku 13 marca 2010 świętujący 30. urodziny zespołu. W wywiadzie udzielonym Teraz Rock Grzegorz Markowski powiedział, że planuje wydanie nowego albumu studyjnego wraz z Perfectem w 2010, nagrania rozpoczną się tuż po zakończeniu koncertów z orkiestrą symfoniczną; do września 2009 zespół nagrał pięć nowych utworów.

### Spis utworów
CD i DVD zawierają te same utwory, płyta kompaktowa zawiera jedynie zapis dźwiękowy koncertu.
| #   | Utwór                                | Długość | Słowa           | Muzyka                                       |
| --- | ------------------------------------ | ------- | --------------- | -------------------------------------------- |
| 1.  | „In an integration and an adoration” | 2:04    | –               | Wojciech Zieliński                           |
| 2.  | „Autobiografia”                      | 4:34    | Bogdan Olewicz  | Zbigniew Hołdys                              |
| 3.  | „Nie raz nie dwa”                    | 3:20    | Bogdan Olewicz  | Grzegorz Markowski                           |
| 4.  | „Idź precz”                          | 3:41    | Bogdan Olewicz  | Zbigniew Hołdys                              |
| 5.  | „Gdy mówię jestem”                   | 6:16    | Bogdan Olewicz  | Sygitowicz, Nowicki, Krzaklewski, Szkudelski |
| 6.  | „Bażancie życie”                     | 4:40    | Bogdan Olewicz  | Zbigniew Hołdys                              |
| 7.  | „Kołysanka dla nieznajomej”          | 3:39    | Bogdan Olewicz  | Sygitowicz, Nowicki, Markowski, Szkudelski   |
| 8.  | „Miłość rośnie w nas”                | 5:08    | Bogdan Olewicz  | Grzegorz Markowski                           |
| 9.  | „Niewiele Ci mogę dać”               | 4:30    | Bogdan Olewicz  | Zbigniew Hołdys                              |
| 10. | „Honorata w Soho”                    | 6:04    | –               | Dariusz Kozakiewicz                          |
| 11. | „Nie płacz Ewka”                     | 5:16    | Bogdan Olewicz  | Zbigniew Hołdys                              |
| 12. | „Władca danych”                      | 4:53    | Bogdan Olewicz  | Dariusz Kozakiewicz                          |
| 13. | „Grawitować”                         | 3:37    | Bogdan Olewicz  | Grzegorz Markowski                           |
| 14. | „Złodziej, rycerz, król i mag”       | 3:58    | Bogdan Olewicz  | Grzegorz Markowski                           |
| 15. | „Każdy tańczy sam”                   | 4:26    | Bogdan Olewicz  | Piotr Urbanek                                |
| 16. | „Ale wkoło jest wesoło”              | 4:02    | Zbigniew Hołdys | Zbigniew Hołdys                              |
| 17. | „Chcemy być sobą”                    | 6:03    | Zbigniew Hołdys | Zbigniew Hołdys                              |
| 18. | „Niepokonani”                        | 4:32    | Bogdan Olewicz  | Andrzej Nowicki                              |
| 19. | „Jeszcze nie umarłem”                | 2:00    | Zbigniew Hołdys | Zbigniew Hołdys                              |

### Ekipa techniczna
Poniższy spis zawiera zaplecze techniczne wspomagające rejestrację koncertu we Wrocławiu. Sporządzono na podstawie materiału źródłowego.
- Grzegorz Kupiec – reżyser
- Marta Tesaryczyk – asystentka reżysera
- Artur Wojewoda – montaż
- Piotr Brzeziński, Jacek Mastykarz – rejestracja dźwięku
- Jacek Sosna – inspektor orkiestry symfonicznej
- Emilia Siepkowska – koordynator projektu

## Twórcy
- Grzegorz Markowski – śpiew, tamburyn
- Dariusz Kozakiewicz – gitara, gitara akustyczna, wokal wspierający
- Piotr Urbanek – gitara basowa
- Jacek Krzaklewski – gitara, gitara rytmiczna
- Piotr Szkudelski – perkusja
- Paweł Zarecki – fortepian w utworze „Niewiele Ci mogę dać”[7]
- Adam Cegielski – kontrabas w utworze „Nie płacz Ewka”
- Barbara Szczycińska – wibrafon
- Wiesław Pieregorólka – producent
- Adam Galas – menedżer
- Gina Komasa – kierownik nagrania
- Elżbieta Banecka, Krzysztof Konopelski – design, inżynier dźwięku, mastering[2][7]

## Aranżacje
| Utwór/utwory                                                                      | Aranżer                 |
| --------------------------------------------------------------------------------- | ----------------------- |
| „Nie raz nie dwa” „Gdy mówię jestem”                                              | Wojciech Karolak        |
| „Nie płacz Ewka”                                                                  | Paweł Betley            |
| „Złodziej, rycerz, król i mag”                                                    | Jan Kanty Pawluśkiewicz |
| „Grawitować” „Niewiele Ci mogę dać”                                               | Grzegorz Piotrowski     |
| „Miłość rośnie w nas” „Niepokonani”                                               | Piotr Siejka            |
| „In an integration and an adoration” „Kto dziś przygarnie mnie” „Chcemy być sobą” | Wojciech Zieliński      |
| „Autobiografia” „Idź precz”                                                       | Wiesław Pieregorólka    |
| „Kołysanka dla nieznajomej” „Każdy tańczy sam”                                    | Adam Sztaba             |

## Lista utworów
Lista dotyczy albumów Perfect Symfonicznie (2002) i Perfect Symfonicznie – Platinum (2007). Lista utworów edycji koncertowej wydanej w 2009 umieszczona jest w sekcji wyżej (tutaj).
| #   | Utwór                                | Długość | Słowa           | Muzyka                                       |
| --- | ------------------------------------ | ------- | --------------- | -------------------------------------------- |
| 1.  | „In an integration and an adoration” | 2:04    | –               | Wojciech Zieliński                           |
| 2.  | „Kto dziś przygarnie mnie”           | 4:38    | Bogdan Olewicz  | Piotr Urbanek                                |
| 3.  | „Nie raz nie dwa”                    | 3:20    | Bogdan Olewicz  | Grzegorz Markowski                           |
| 4.  | „Idź precz”                          | 3:41    | Bogdan Olewicz  | Zbigniew Hołdys                              |
| 5.  | „Gdy mówię jestem”                   | 6:16    | Bogdan Olewicz  | Sygitowicz, Nowicki, Krzaklewski, Szkudelski |
| 6.  | „Kołysanka dla nieznajomej”          | 3:39    | Bogdan Olewicz  | Sygitowicz, Nowicki, Markowski, Szkudelski   |
| 7.  | „Miłość rośnie w nas”                | 5:08    | Bogdan Olewicz  | Grzegorz Markowski                           |
| 8.  | „Grawitować”                         | 3:40    | Bogdan Olewicz  | Grzegorz Markowski                           |
| 9.  | „Niewiele Ci mogę dać”               | 4:30    | Bogdan Olewicz  | Zbigniew Hołdys                              |
| 10. | „Każdy tańczy sam”                   | 4:26    | Bogdan Olewicz  | Piotr Urbanek                                |
| 11. | „Nie płacz Ewka”                     | 5:16    | Bogdan Olewicz  | Zbigniew Hołdys                              |
| 12. | „Autobiografia”                      | 4:34    | Bogdan Olewicz  | Zbigniew Hołdys                              |
| 13. | „Złodziej, rycerz, król i mag”       | 3:58    | Bogdan Olewicz  | Grzegorz Markowski                           |
| 14. | „Chcemy być sobą”                    | 5:12    | Zbigniew Hołdys | Zbigniew Hołdys                              |
| 15. | „Niepokonani”                        | 4:22    | Bogdan Olewicz  | Andrzej Nowicki                              |

### Dodatkowy utwór z albumuPerfect Symfonicznie – Platinum
| #   | Utwór                | Długość | Słowa          | Muzyka       |
| --- | -------------------- | ------- | -------------- | ------------ |
| 16. | „Póki mam jeden sen” | 4:21    | Bogdan Olewicz | Filip Siejka |